# Elephant Marsh
Elephant Marsh är en sumpmark i Malawi.   Den ligger i distriktet Chikwawa District och regionen Southern Region, i den södra delen av landet.